# 압축공기

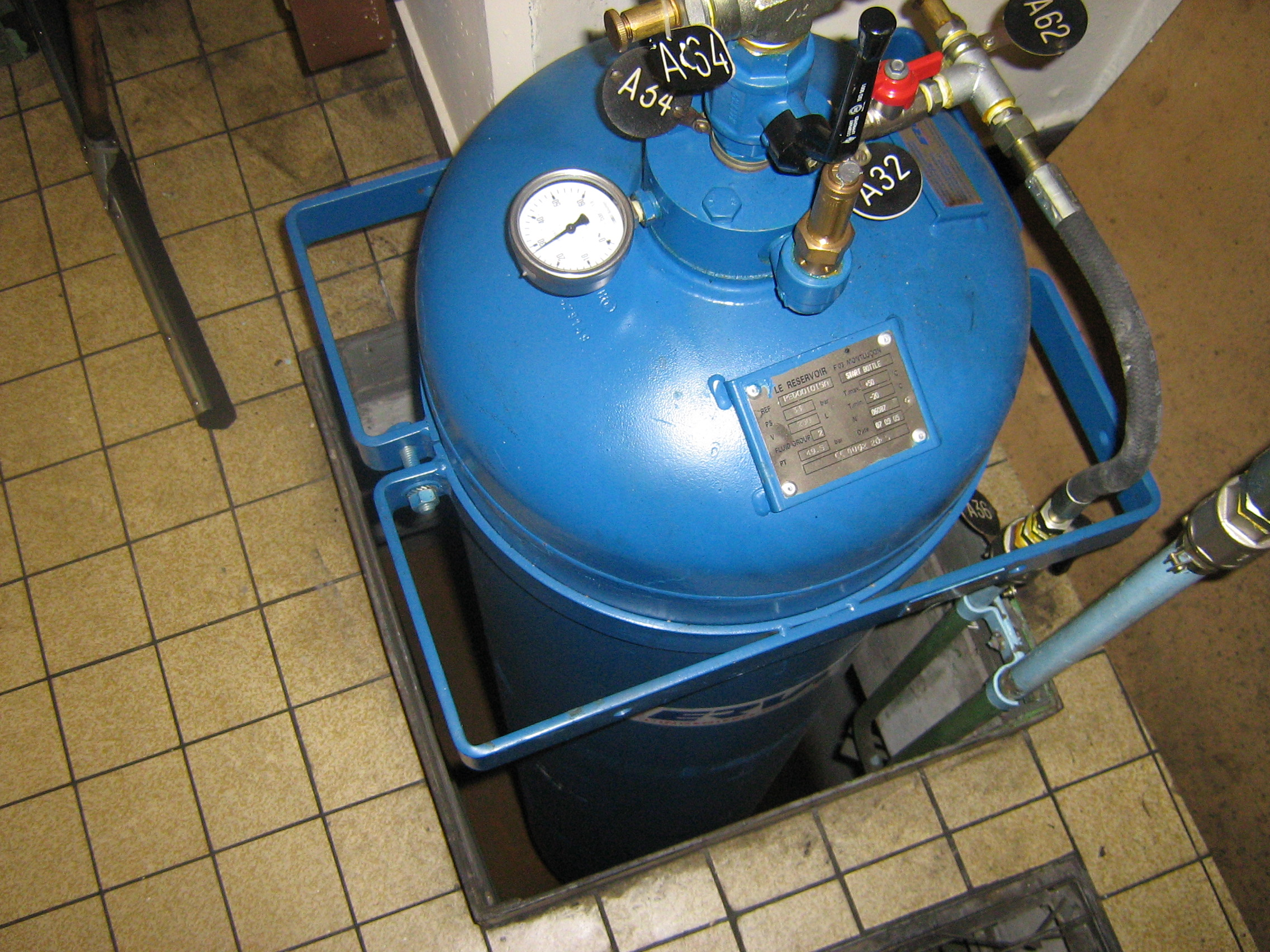

압축공기(compressed air)는 대기압보다 큰 압력으로 유지되는 공기이다. 압축공기는 산업공정에서 에너지 전달에 중요한 매개체이며 자동호를 위한 에어실린더를 운용하기 위해 에어해머, 드릴, 렌치 등의 전동기구에 사용된다. 또, 차량을 나아가게 하기 위해서도 사용할 수 있다. 압축공기가 적용된 브레이크는 대형 철로열차를 더 안전하고 더 효율적으로 운용할 수 있게 해주었다.
압축공기는 잠수 다이버들에 의해 호흡용 기체로 사용된다.
유럽에서 모든 산업전기소비량 중 10퍼센트가 압축공기 생산에 사용되며, 한 해에 80테라와트시에 맞먹는 수치이다.
전기 전송을 위한 파이프화된 압축공기의 산업 이용은 19세기 중순에 개발되었다. 증기와 달리 압축공기는 응축으로 인해 압력을 소실하지 않고 먼 거리에 걸쳐 파이프화시킬 수 있다.